# Hastella obtusipinnis
Hastella obtusipinnis is een rechtvleugelig insect uit de familie Morabidae. De wetenschappelijke naam van deze soort is voor het eerst geldig gepubliceerd in 1976 door Key.